# دیون کول
دیون کول (به انگلیسی: Deon Cole) (زاده ۹ ژانویهٔ ۱۹۷۲) بازیگر، کمدین و فیلم‌نامه‌نویس آمریکایی است.
از کارهای معروف او می‌توان به بازی در فیلم‌های دوستی اشاره کرد.

## فیلم‌شناسی
فهرست برخی از فیلم‌ها و مجموعه‌های تلویزیونی که دیون کول در آن‌ها به ایفای نقش پرداخته است:
- آرایشگاه(۲۰۰۲)
- آرایشگاه ۲: بازگشت به کار(۲۰۰۴)
- آرایشگاه: اصلاح بعدی(۲۰۱۶)
- مغز زنانه(۲۰۱۷)
- دوستی(۲۰۲۰)
- هرچه قوی‌تر، سخت‌تر زمین‌می‌خوری(۲۰۲۱)
- شما مردم(۲۰۲۳)
- رنگ ارغوانی(۲۰۲۳)